# Бабаянц, Самуэл Тигранович
Самуэл Тигранович Бабаянц — советский хозяйственный, государственный и политический деятель.

## Биография
Родился в 1911 году на территории современного Краснодарского края. Член КПСС.
С 1929 года — на хозяйственной, общественной и политической работе. В 1929—1987 гг. — рабочий, инженер-металлург на металлургических предприятиях города Москвы, председатель ЦК профсоюза рабочих металлоизделий, руководящий работник в металлургической и метизной промышленности города Москвы, директор Кунцевского игольно-платинного завода, начальник производственного объединения «Мосточлегмаш».
За время директорства Бабаянца ПО было удостоено орденов Октябрьской Революции и Трудового Красного Знамени.
Делегат XXIII и XXIV съездов КПСС. Депутат Моссовета девяти созывов.
Жил в Москве по адресу: Ленинский проспект, дом 37. Умер в Москве в 1988 году. Похоронен на Кунцевском кладбище.

## Оценки
Директор завода С. Т. Бабаянц создал на заводе строительный цех, сумел оснастить его необходимой строительной техникой, укомплектовал рабочей силой. За 30 лет директорства Самуэл Тигранович построил хозспособом около 50 тысяч м² жилой площади для работников завода, что позволило значительно улучшить жилищные условия людей.